# 정중한
정중한은 대한민국의 음악감독이다.

## 학력
- 한양대학교 학사
- 버클리 음악대학교 학사
- 마이애미 대학교 대학원 석사

## 음반
- 2012년 시간의 숲 OST
- 2013년 분노의 윤리학 OST
- 2013년 Imagination
- 2015년 일리있는 사랑 OST
- 2015년 파울볼 OST
- 2015년 탐정 : 더 비기닝 OST

## 영화
- 2004년 《피 샤이》
- 2005년 《바스터즈 오브 더 파티》
- 2006년 《언두잉》
- 2006년 《두유 원트 디 엘리펀트 뮤직》
- 2010년 《콘보이》
- 2010년 《프론트 라이너스》
- 2012년 《시간의 숲》
- 2012년 《카오스 3D》
- 2013년 《분노의 윤리학》
- 2013년 《태아 3D》
- 2013년 《전국노래자랑》
- 2014년 《신촌좀비만화》
- 2014년 《피아노》
- 2015년 《파울볼》
- 2015년 《탐정 : 더 비기닝》
- 2016년 《나쁜놈은 죽는다》

## 방송
- 2012년 KBS1 《피쉬와 칩스》
- 2012년 KBS1 《태아》
- 2014년 tvN 월화드라마 《일리있는 사랑》
- 2018년 OCN <미스트리스>
- 2020년 JTBC <날씨가 좋으면 찾아가겠어요>